# Chiara Siracusa
Chiara Siracusa (Isla, 1976. szeptember 25. –) máltai énekesnő. 1998-ban, 2005-ben, majd 2009-ben képviselte hazáját az Eurovíziós Dalfesztiválon. Harmadik, második és huszonkettedik helyezett lett.

## Pályafutása
1998-ban a The One that I Love című dallal Máltát képviselte az 1998-as Eurovíziós Dalfesztiválon Birminghamben, az Egyesült Királyságban. A dal a harmadik helyezést érte el.
2005-ben a Malta Song for Europe nemzeti döntőben ismét elnyerte a részvétel jogát, ezúttal az Angel című dallal, amelyet ő maga írt. A 2005-ös Eurovíziós Dalfesztiválon Kijevben, Ukrajnában a második helyezést érte el.
A 2009-es Eurovíziós Dalfesztiválra ismételten Siracusát választották a What If We című dallal. A moszkvai döntőben ezzel a dallal a 22. helyet szerezte meg.

## Albumok
- 1998: Shades Of One
- 2000: What You Want
- 2003: Covering Diversions
- 2005: Here I Am
- 2009: What If We